# 西南草莓
西南草莓（学名：Fragaria moupinensis）为蔷薇科草莓属的植物，是中国的特有植物。分布于中国大陆的陕西、西藏、云南、四川、甘肃等地，生长于海拔1,400米至4,000米的地区，常生于山坡、草地及林下，目前已由人工引种栽培。